# Melapia kishidai
Melapia kishidai là một loài bướm đêm trong họ Noctuidae.